# 八王子市立大和田小学校
八王子市立大和田小学校（はちおおじしりつおおわだしょうがっこう）は、東京都八王子市大和田町四丁目にある公立小学校。

## 沿革
- 1972年 創立
- 1973年3月14日 校旗制定
- 1973年9月1日 校歌制定
- 2016年7月22日 プール改築工事開始
- 2017年8月1日 プール改築工事終了

## 通学区域
- 八王子市
  - 大谷町40-50、69-73、78-91
  - 大和田町1丁目2の24号、25号、4-35
  - 大和田町2丁目
  - 大和田町4丁目
  - 大和田町5丁目1、10、11、16-19、24、25、30の21号-35号、31-40

## 進学中学校
- 八王子市立第一中学校
- 八王子市立第五中学校

## 委員会活動
- 運営・代表
- 図書
- 保健
- 給食
- 環境
- 体育
- 放送
- 集会

## クラブ活動
- 陸上
- ソフトボール
- バスケットボール
- バドミントン
- 卓球
- 理科
- パソコン
- 家庭科

## 交通アクセス
- JR東日本八高線 北八王子駅徒歩10分
- 京王電鉄 京王八王子駅徒歩20分